# Верболозний проїзд
Верболо́зний прої́зд — зниклий проїзд у Подільському районі міста Києва, місцевість Куренівка. Пролягав від Верболозної вулиці до Петропавлівської.

## Історія
Проїзд виник у 50-х роках XX століття, ймовірно як частина Верболозної вулиці. Надалі виділений у окрему вулицю й офіційно ліквідований у 1980-х роках. Фактично проїзд було приєднано до Верболозної вулиці.